# Tadeusz Machl
Tadeusz Machl (ur. 22 października 1922 we Lwowie, zm. 31 sierpnia 2003 w Krakowie) – polski kompozytor i pedagog.

## Życiorys
W latach 1934–1940 uczył się we Lwowie w szkole muzycznej Sabiny Kasparek gry na fortepianie u Heleny Kasparek i teorii muzyki u S. Lachowskiej, J. Freiheitera i A. Sołtysa). Po wkroczeniu wojsk niemieckich do Lwowa uczestniczył w tajnych koncertach organizowanych przez J. Swatonia. W latach 1944–1946 był akompaniatorem chóru przy kościele św. Wincentego a Paulo i organistą w kościele św. Elżbiety. W 1946 wyemigrował do Szczecina, gdzie krótko uczył w szkole muzycznej. W 1947 zamieszkał w Krakowie, w latach 1947–1950 pracował jako organista w kościele Bożego Ciała. W latach 1950–1954 był korektorem, adiustatorem i redaktorem w Polskim Wydawnictwie Muzycznym .
W  latach 1949–1952 studiował w Państwowej Wyższej Szkole Muzycznej w Krakowie kompozycję u Artura Malawskiego oraz grę organową u Bronisława Rutkowskiego. W 1959 przebywał na stypendium we Francji, gdzie kontaktował się m.in. z Nadią Boulanger, studiował twórczość kompozytorów francuskich łączących organy z zespołem orkiestrowym i kultywujących idee estetyczne Césara Francka i Vincenta d’Indy’ego .
Od 1952 wykładał w krakowskim PWSM kompozycję, instrumentację i inne przedmioty teoretyczne, od 1976 jako profesor nadzwyczajny, od 1988 jako profesor zwyczajny, a od 1992 jako profesor emerytowany. Pełnił na tej uczelni funkcję kierownika katedry kompozycji (1965–1972), dziekana Wydziału Kompozycji, Teorii i Dyrygentury (1966–1969)oraz prorektora (1969–1972). W latach 1973–1983 wykładał także w Wyższej Szkole Pedagogicznej w Kielcach, a w latach 1982–1993 w Katedrze Historii i Teorii Muzyki Uniwersytetu Jagiellońskiego . 
Machl był m.in. członkiem Rady Wyższego Szkolnictwa Artystycznego przy Ministerstwie Kuluty i Sztuki (1969–1972 i 1976–1979), sekretarzem Komisji Rewizyjnej Zarządu Głównego Związku Kompozytorów Polskich (1970–1972 i 1974–1976), przewodniczącym Związku Chórów i Orkiestr Amatorskich w Krakowie (1979–1983). Działał także jako dyrygent chóru w kościele. Bożego Ciała w Krakowie (1960–1974) i chóru męskiego Lutnia (1976–1980) .

## Odznaczenia i nagrody
Za swoją działalność kompozytorską i pedagogiczną został uhonorowany licznymi odznaczeniami, m.in. Złotym Krzyżem Zasługi (1965), Krzyżem Kawalerskim (1972) i Oficerskim (1988) Orderu Polonia Restituta. Ponadto był dwukrotnie laureatem nagrody I stopnia Ministra Kultury i Sztuki (1971, 1990), a w 1989 otrzymał tytuł Zasłużonego Nauczyciela PRL. Był również laureatem nagród kompozytorskich – w 1956 i 1959 otrzymał wyróżnienia specjalne za swoje kwartety smyczkowe na Międzynarodowym Konkursie Kompozytorskim w Liège .